# Thesprotia graminis
Thesprotia graminis är en bönsyrseart som beskrevs av Samuel Hubbard Scudder 1878. Thesprotia graminis ingår i släktet Thesprotia och familjen Thespidae. Inga underarter finns listade i Catalogue of Life.